# San Pietro Lametino
San Pietro Lametino (già San Pietro del Littorio) è la frazione più a sud di Lamezia Terme, il quale centro dista circa 17 chilometri, con una popolazione di 263 abitanti.

## Geografia fisica

### Territorio
La frazione di San Pietro Lametino è posta al limite sud della piana di Sant'Eufemia, a sud del fiume Amato, e confina a nord con Sant'Eufemia Lamezia, ad est con San Pietro a Maida, a sud con Curinga e ad ovest con Maida Marina. Il territorio di San Pietro e più in generale della piana è stato soggetto a una serie di opere di bonifica idraulica tra il 1855, ad opera dei Borboni, e gli anni venti del XX secolo, per volere dello Stato fascista.

## Storia
Il paese di San Pietro Lametino nacque ufficialmente nel 1928, quando le opere di bonifica sotto il fascismo portarono alla completa razionalizzazione della piana di Sant'Eufemia, grazie alla costruzione di vie di comunicazione e la regimazione idraulica di diciassette torrenti. Il borgo di fondazione portava il nome di San Pietro del Littorio, dapprima compreso nel comune di Sant'Eufemia Lamezia e poi, con l'unione dei comuni dell'area, di Lamezia Terme. Le altre località della bonifica della piana avevano, invece, la caratteristica di borghi rurali. La frazione è sempre stata nota per il legame politico con il fascismo, tant'è che solamente nel 1950, cinque anni dopo la fine della dittatura, il nome del paese è stato modificato nell'attuale San Pietro Lametino.

## Monumenti e luoghi d'interesse

### Architetture religiose
Al centro del paese si trova la chiesa parrocchiale di Maria Immacolata, costruita in stile neoclassicheggiante nel 1955. La parrocchia si estende su un territorio che conta circa 1 000 abitanti.

## Economia
Il territorio della frazione di San Pietro Lametino, in seguito alla bonifica nei primi decenni del XX secolo, fu scelto come sede della maggiore area industriale dell'allora comune di Sant'Eufemia Lamezia. La crisi dell'attività industriale negli ultimi anni ha reso disponibile molto terreno prima occupato dall'attività produttiva. Questo ha permesso la creazione di un parco urbano di circa 15 000 m².

## Infrastrutture e trasporti

### Strade
La frazione è attraversata dall'autostrada A2 ed è posizionata a metà strada tra gli svincoli di Lamezia Terme e Pizzo.

### Ferrovie
Per quanto riguarda il trasporto ferroviario, a San Pietro Lametino Scalo si trova la stazione di San Pietro a Maida-Maida, lungo la Ferrovia Tirrenica Meridionale, che pur portando il nome dei comuni vicini, è in realtà nel territorio di Lamezia Terme.